# Biscúter
La Biscúter (nome derivato dalla pronuncia in spagnolo della parola inglese Biscooter), fu una microvettura costruita in Spagna a Barcellona dalla ditta Autonacional S.A. nel secondo dopoguerra.

## Premesse
La scarsità di materie prime e le generali difficoltà economiche che interessarono l'Europa al termine della seconda guerra mondiale fece sì che si avesse in molti Paesi la diffusione di vetture di piccole dimensioni e di costo ridotto.
In Spagna, a seguito della guerra Civile e del successivo embargo dichiarato dalle Nazioni Unite contro la dittatura instaurata dal Generale Francisco Franco la situazione era anche peggiore.
La combinazione di un relativo sottosviluppo, della devastazione della guerra civile e dell'embargo nel commercio internazionale determinò che il paese si trovasse a un livello economico molto più basso rispetto al resto dell'Europa occidentale per quasi due decenni, costringendolo a sviluppare dei prodotti nazionali, vista la difficoltà di ottenere prodotti e tecnologie importate.
Il Biscuter, piccolo, semplice, ed economico anche per gli standard delle microvetture, era un prodotto adatto a questo contesto economico e di mercato.

## Origini
La macchina in realtà aveva visto la luce in Francia alla fine degli anni '40, dove il famoso progettista e produttore di auto e di aerei Gabriel Voisin aveva progettato una macchina di minime dimensioni chiamata Biscooter.
Il nome voleva essere un richiamo alle dimensioni del veicolo che erano circa quelle di due motoscooter affiancati, o di uno scooter a quattro ruote.
Il progetto non suscitò nessun interesse in Francia così che alla fine fu concesso in licenza alla società spagnola Autonacional SA di Barcellona.
Al momento dell'entrata in produzione, nel 1953, il nome fu ispanizzato in Biscúter.
Non esisteva un nome formale per il modello per cui fu identificato semplicemente come serie 100, ma ben presto divenne noto come la Zapatilla, o scarpetta, da una pantofola a tacco basso di origine contadina, molto popolare all'epoca.

## Informazioni tecniche

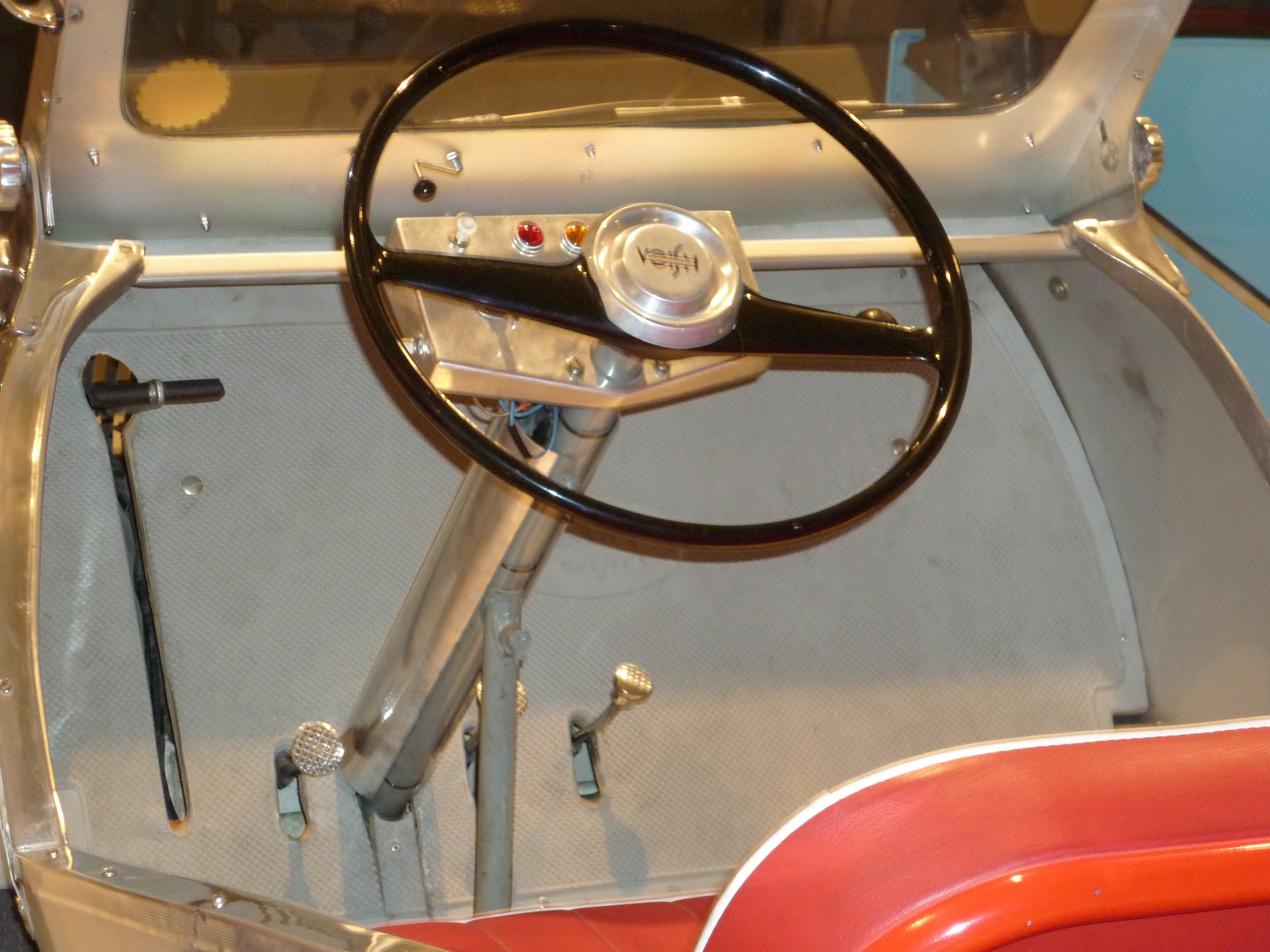
Il posto di guida

La Zapatilla fu in effetti un veicolo per la motorizzazione di base, la carrozzeria non aveva porte o finestre ed era persino sprovvisto di retromarcia.
Il motore era monocilindrico Hispano Villiers, a due tempi con una cilindrata di 197 cm³ ed una potenza di 9 CV (7 kW), l'avviamento era a manovella e la trazione era solo sulla ruota anteriore destra.
La frenata era a cavi, sulla trasmissione e sulle ruote posteriori.
Una caratteristica veramente avanzata era la carrozzeria interamente in alluminio, anche se in seguito fu utilizzato l'acciaio.
Dopo il 1953 fu aggiunto al cambio un inversore di moto così che l'auto arrivò ad avere ben tre marce in retromarcia e inoltre fu dotata di avviamento elettrico.
La sua velocità massima era di 75 km all'ora e il suo consumo di benzina di 4,5 litri per 100 km.

## Diffusione
La Biscúter ebbe una larga diffusione per circa dieci anni e l'auto divenne una vista comune sulle strade spagnole, così come parte della cultura popolare ("Brutto come un Biscúter" era un modo di dire comune.)
Accessori come porte e finestre infine apparirono su alcune versioni, e furono prodotti diversi stili di carrozzeria differenti, tra cui una versione autocarro, una elegante station wagon con carrozzeria di legno e, nel 1957, una versione sportiva denominata 200-f (successivamente soprannominata "Pegasin").
All'inizio degli anni '60, con il miglioramento della situazione economica e l'arrivo sul mercato spagnolo delle autovetture FIAT prodotte su licenza dalla SEAT, la produzione e la vendita del Biscúter rallentarono per poi essere interrotte nel 1960, dopo una produzione totale di circa 10.000 esemplari.
Si ritiene che quasi tutte le auto siano state demolite nel corso degli anni successivi.

## Versioni

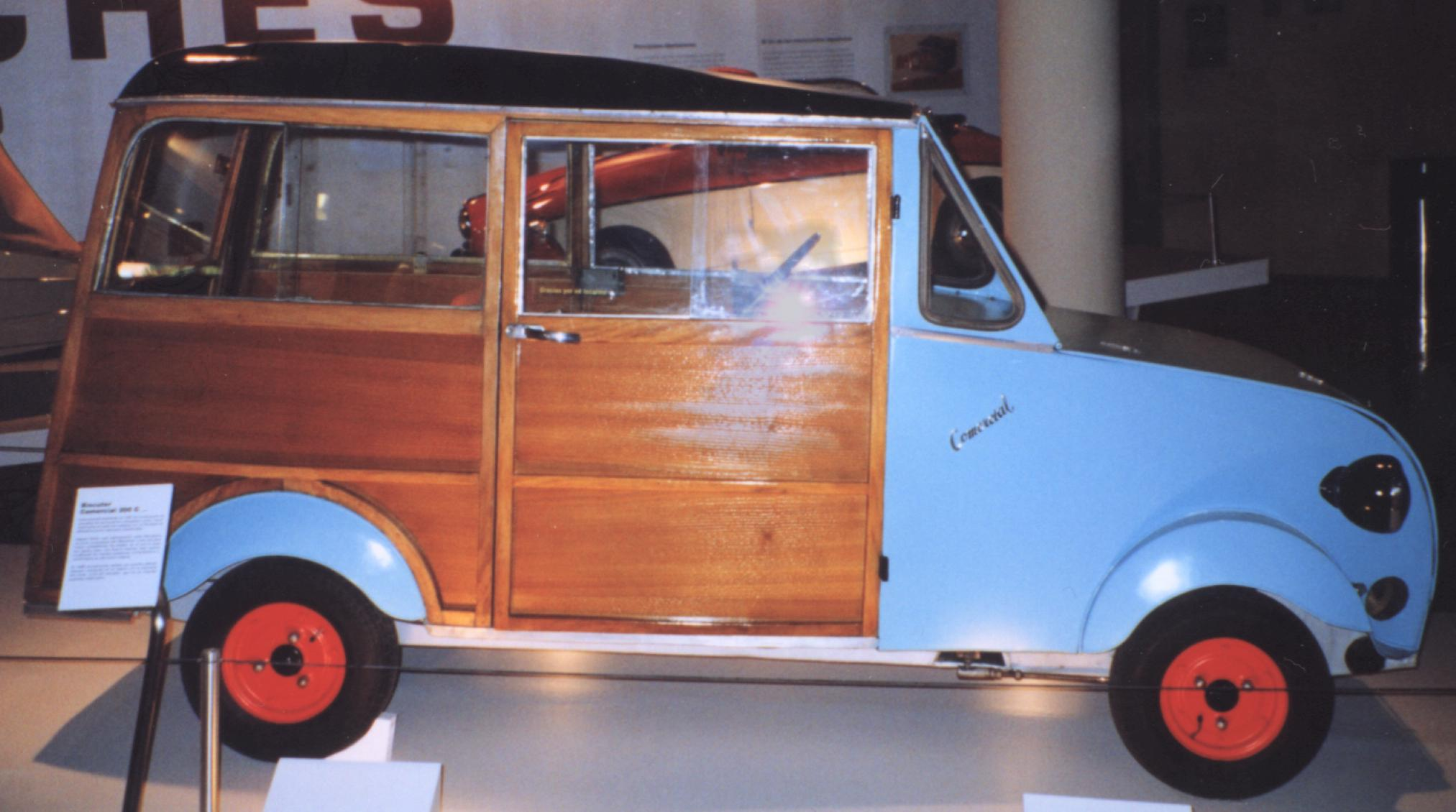
Biscuter Comercial 200 C
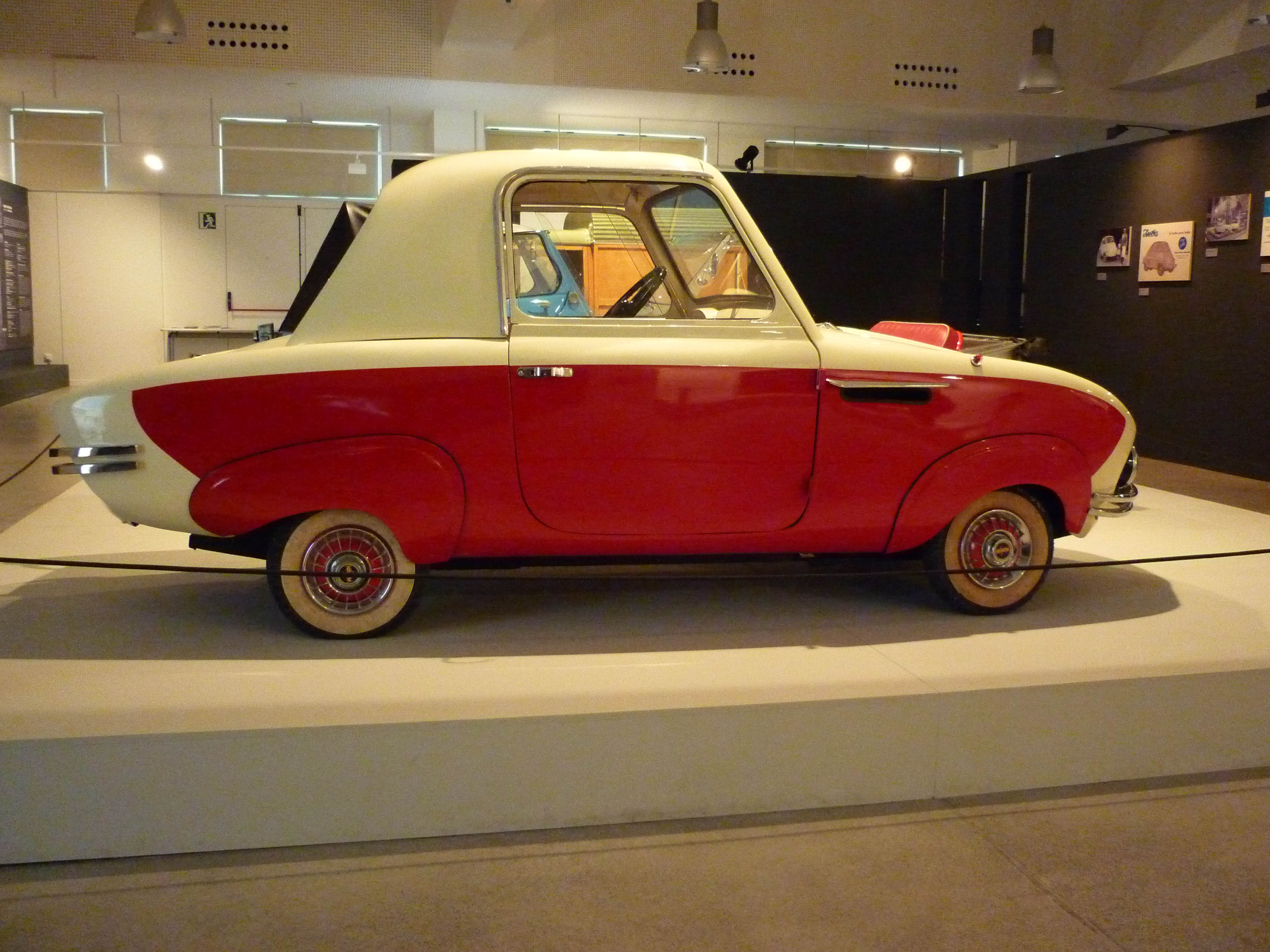
Biscuter Coupé 200-F Sport
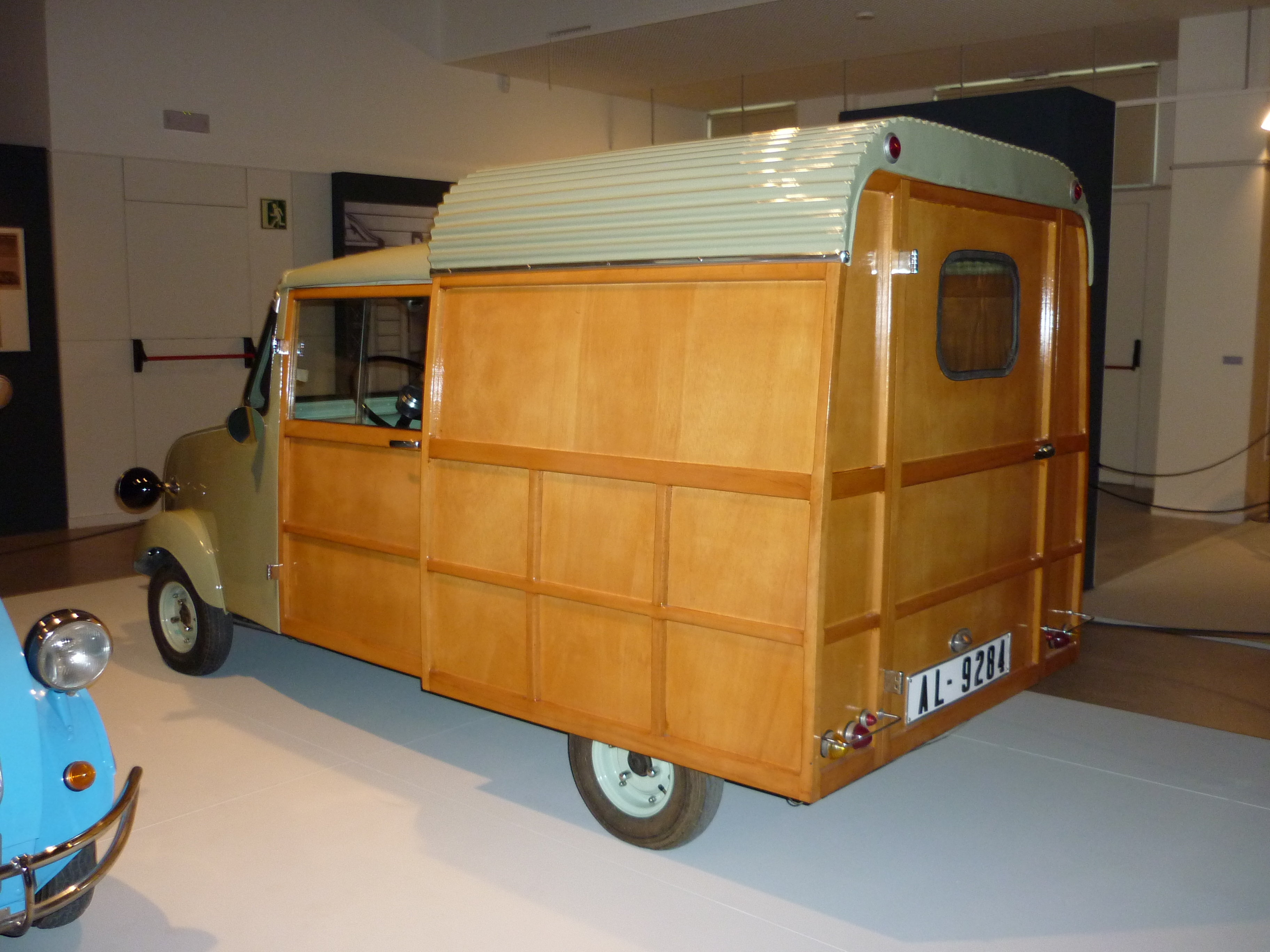
Biscuter Furgoneta 200-I